# 北海道立総合研究機構農業研究本部道南農業試験場
地方独立行政法人北海道立総合研究機構農業研究本部道南農業試験場（ちほうどくりつぎょうせいほうじんほっかいどうりつそうごうけんきゅうきこうのうぎょうけんきゅうほんぶどうなんのうぎょうしけんじょう）は、北海道内の農業に関する試験研究等を行うために設置された、地方独立行政法人北海道立総合研究機構の試験研究機関である。

## 概要
地方独立行政法人北海道立総合研究機構が設置する農業試験研究機関であり、渡島、檜山の2振興局管内における園芸を主とした地域対応研究を担当する。

## 沿革
- 1909年 - 北海道庁立渡島農事試験場が亀田郡大野村（現・北斗市）に設置される。
- 1910年 - 国費へ移管され、北海道農事試験場渡島支場となる。
- 1942年 - 北海道農業試験場渡島支場に改称される。
- 1950年 - 北海道へ移管され、北海道立農業試験場渡島支場となる。
- 1964年 - 本支場制を改め、北海道立道南農業試験場となる。
- 2010年 - 地方独立行政法人北海道立総合研究機構の設立により北海道から移管され、名称を「地方独立行政法人北海道立総合研究機構農業研究本部道南農業試験場」と改める。

## 育成品種
水稲
巴まさり、しまひかり、ふっくりんこ（以上粳種）
いちご
きたえくぼ、けんたろう